# Allan Alaalatoa
Allan Emani Alaalatoa (Sídney, 28 de enero de 1994) es un jugador australiano de rugby que se desempeña como pilar y juega en los Brumbies del Super Rugby. Es internacional con los Wallabies desde 2016.

## Carrera
Es hijo del samoano Vili Alaalatoa y hermano de Michael Alaalatoa, ambos también jugadores de rugby.
Mientras jugaba para Southern Districts Rugby Club fue contratado por los Brumbies. Debutó en la fase final del Super Rugby 2014.

## Selección nacional
Jugó con los Junior Wallabies de 2012 a 2014 y participó del Campeonato Mundial de Rugby Juvenil en esas tres ediciones.
Michael Cheika lo convocó a los Wallabies para disputar The Rugby Championship 2016 y debutó contra los All Blacks. Alaalatoa es suplente de Sekope Kepu.